# Curro Rivera
Francisco Rivera Agüero plus connu sous le nom de Curro Rivera, né le 17 décembre 1951 à Mexico (Mexique), mort le 23 janvier 2001 à Ojuelos de Jalisco (Mexique, État de Jalisco), est un matador mexicain.

## Présentation et carrière
Fils du matador Fermín Rivera, il commence sa carrière le 6 août 1967 dans les arènes de San Luis Potosí. Il prend rapidement son alternative cette même année, avec pour parrain Joselito Huerta et pour  témoin Jaime Rángel, devant un taureau de Valparaiso. 
Il confirme dans les arènes de Mexico le 16 février 1969, avec pour parrain Gabriel de la Casa et pour témoin Armillita, devant un taureau de Javier Garfías.
Après 58 participations à des corridas en Espagne, il confirme son alternative à Madrid le 18 mai 1971, avec pour parrain Antonio Bienvenida et pour témoin Andrés Vásquez, devant un taureau de Samuel Hermanos. Ce jour-là, il coupe une oreille, tout comme il l'avait fait le jour précédent dans la même arène en compagnie de Paco Camino et de José Luis Galloso. Le 22 mai 1972, il triomphe encore à Las Ventas en compagnie de Andrés Vásquez et de Palomo Linares face à des taureaux d'Atanasio Fernández.

## Style
Considéré comme un torero brillant, avec une grande capacité d'invention, son succès va se confirmer dans les années suivantes. Sa 1 000e corrida a lieu le 24 avril 1986  lors de la feria de San Marco à Aguascalientes. 
Il meurt, le 23 janvier 2001, d'un infarctus du myocarde survenu au cours d'une tienta devant une vache de l'élevage qu'il tenait de son père. 
Forte personnalité, Curro Rivera s'était joint au mouvement étudiant de 1968 et il en a été l'emblème. Il appartenait au trio d'or des années 1970-1980 avec Manolo Martínez et Eloy Cavazos. Sa dernière prestation a eu lieu le 30 novembre 2000 à Mexico, lors d'un festival pour le téléthon. Sa mort a été vécue comme un deuil national et a fait l'ouverture de tous les journaux télévisés du pays.